# Prelazia pessoal
Prelazia pessoal ou prelatura pessoal é o nome que se dá a uma estrutura institucional da Igreja Católica Romana que compreende um prelado, clérigos e leigos que se dedicam a atividades pastorais específicas. As prelazias pessoais, de modo semelhante às dioceses e ordinariatos militares, dependem da Congregação para os Bispos da Santa Sé. Estes três tipos de estruturas eclesiásticas são compostas por leigos atendidos pelos seus próprios clérigos seculares e pelo prelado. À diferença das dioceses, que têm jurisdição sobre territórios, as Prelazias pessoais – como os ordinariatos militares – se encarregam de pessoas em função de alguns objetivos pastorais, independentemente do território onde elas residem ou se encontrem.

## Origens
A prelazia pessoal foi concebida na Igreja Católica Romana durante as sessões do Concílio Vaticano II, no n.10 do decreto Presbyterorum Ordinis, transformado mais tarde em lei por Paulo VI com o motu proprio Ecclesiae Sanctae. A instituição foi posteriormente reafirmada no Código de Direito Canônico de 1983.

## Natureza
A prelazia pessoal é uma instituição que possui como membros clérigos e leigos que se dedicam a atividades pastorais específicas. O qualificativo de "pessoal" refere-se ao fato de que, em contraste com o uso canônico anterior para instituições eclesiásticas, a jurisdição do prelado não está ligada a um território, mas se exerce sobre pessoas onde quer que se encontrem. A criação de prelazias pessoais é uma manifestação do poder de auto-organização teologicamente inerente à Igreja, para o cumprimento da sua missão. A prelazia pessoal, contudo não é uma Igreja particular, como são as dioceses e eparquias.

## Estrutura
A  prelazia pessoal é uma estrutura jurisdicional ordinária da Igreja Católica Romana. O prelado é um bispo ou um presbítero nomeado pelo Papa e governa a prelazia com poder ordinário. O presbitério da prelazia é formado por presbíteros e diáconos do clero secular, que estão incardinados na prelazia pessoal. No entanto, é possível que outros sacerdotes e também clérigos religiosos participem dos trabalhos pastorais da prelazia pessoal: nestes casos devem ser feitos acordos entre o prelado e o bispo diocesano ou o superior religioso.
O prelado tem o direito de erigir um seminário, nacional ou internacional, e de promover os alunos às ordens sagradas a serviço da missão pastoral da prelazia. Os fiéis leigos da Prelazia são determinados por um critério de caráter pessoal, que é estabelecido em cada caso pela Sé Apostólica, nos documentos constitucionais da prelazia ou em seus estatutos. São possíveis diversos modelos organizacionais, de acordo com a variedade das possíveis missões: por exemplo, a determinação do tipo de fiéis leigos aos quais vai dirigida a missão pastoral da Prelazia, ou então a expressa inscrição em um registro apropriado, tal como é o caso em outras circunscrições eclesiásticas pessoais.
Também é possível que, através de um acordo mútuo ou convenção, fiéis leigos possam dedicar-se à missão específica da Prelazia, em cooperação orgânica com o prelado e seu presbitério, nos termos estabelecidos nos seus estatutos. O fato de esses leigos estarem sob a jurisdição do prelado não interfere com a sua dependência da autoridade do bispo diocesano ou de outras jurisdições eclesiásticas (jurisdição cumulativa). Os estatutos também devem definir as relações da prelazia pessoal com os bispos diocesanos em cujas dioceses a prelazia exerce os seus trabalhos pastorais ou missionários.

## Aplicação
A primeira prelazia pessoal criada foi o Opus Dei, que foi erigido como prelazia pessoal pelo Papa João Paulo II, em 1982, através da Constituição Apostólica Ut sit. No caso do Opus Dei, o prelado é eleito pelos membros da prelazia e confirmado pelo Papa. De acordo com João Paulo II, os sacerdotes e os fiéis leigos (homens e mulheres) são os componentes, através dos quais a Prelazia está organicamente estruturada, e os fiéis leigos são, ao mesmo tempo, membros de suas dioceses e da prelazia, o que lhes permite trabalhar apostolicamente em suas circunstâncias ordinárias. O Papa também mencionou que o Opus Dei tem uma estrutura hierárquica. Isto ele declarou de modo explícito em 2002 aos membros da Prelazia do Opus Dei, tanto leigos como sacerdotes:
"Estais aqui, em representação das organizações em que a Prelazia está organicamente estruturada, quer dizer, sacerdotes e fiéis leigos, homens e mulheres, tendo à frente o próprio Prelado. Esta natureza hierárquica do Opus Dei, estabelecida na Constituição Apostólica com que erigi a Prelazia (cf. Const. Ap. Ut sit, 28-XI-82), oferece a ocasião para considerações pastorais ricas de aplicações práticas."
"Antes de tudo, desejo sublinhar que a pertença dos fiéis leigos seja à própria Igreja particular seja à Prelazia, à qual estão incorporados, faz que a missão peculiar da Prelazia conflua para o compromisso evangelizador de cada Igreja particular, como prevê o Concílio do Vaticano II ao desejar a figura das Prelazias pessoais. A convergência orgânica dos sacerdotes e leigos é um dos terrenos privilegiados sobre que tomará vida e se consolidará uma pastoral marcada por aquele "dinamismo novo" (cf. Carta ap. Novo millennio ineunte, 15) para a qual todos nos sentimos encorajados depois do Grande Jubileu. Neste contexto, se lembra a importância daquela "espiritualidade de comunhão" sublinhada pela Carta Apostólica ( Cf. Ibidem, 42-43)."
"Os leigos, enquanto cristãos, estão comprometidos no desenvolvimento de um apostolado missionário. As suas competências específicas nas diversas atividades humanas são, em primeiro lugar, um instrumento confiado por Deus para permitir levar "o anúncio de Cristo às pessoas, plasmar as comunidades, permear em profundidade a sociedade e a cultura através do testemunho dos valores evangélicos" (Ibidem, 29).
"Esses, pois, são estimulados a pôr eficazmente as próprias consciências ao serviço das "novas fronteiras", que se anunciam como outros tantos desafios para a presença salvífica de Cristo no mundo. Será o seu testemunho direto em todos estes campos a mostrar como só em Cristo os mais altos valores humanos atingem a sua plenitude."
Posteriormente em 2002 também João Paulo II criou a Administração Apostólica Pessoal São João Maria Vianney, uma administração apostólica e simultaneamente uma prelazia pessoal, semelhante à Opus Dei, caracterizando os dois únicos casos na Igreja Católica Romana dessas estruturas.

## Estrutura relacionada de ordinariato pessoal
Em 20 de outubro de 2009, foi anunciado que a Santa Sé criaria ordinariatos para os Anglicanos que entram na Igreja Católica Romana. Estas novas estruturas estariam inspiradas nos ordinariatos militares existentes, de forma comparável à atual prelazia pessoal do Opus Dei.